# Arvicolinae
Gli Arvicolini (Arvicolinae Gray, 1821) sono una sottofamiglia di roditori della famiglia dei Cricetidi alla quale appartengono le arvicole, i lemming e il topo muschiato.

## Descrizione

### Dimensioni
Sono roditori di dimensioni che variano da alcune piccole arvicole rossastre del genere Eothenomys con una lunghezza della testa e del corpo fino a 92 mm fino al topo muschiato, lungo fino a 40 cm e pesante circa 2,4 kg.

### Caratteristiche craniche e dentarie
Il cranio è robusto, dorsalmente arrotondato, privo di creste sopra-orbitali e presenta un rostro breve e largo, le arcate zigomatiche robuste, le bolle timpaniche normalmente non ingrandite e la porzione posteriore appiattita. Le orbite sono situate più in avanti rispetto agli altri roditori. La mandibola presenta il processo coronoide elevato. Gli incisivi superiori sono corti e fortemente ricurvi, il colore varia dal giallastro al verdastro nei lemming, i molari presentano un caratteristico aspetto prismatico, con una superficie occlusiva appiattita e diverse rientranze più o meno profonde, il terzo non è mai ridotto nelle dimensioni. Nella maggior parte delle specie sono a crescita continua.

### Aspetto
Nella maggior parte delle specie il corpo è modificato per l'attività parzialmente fossoria, con il corpo compatto provvisto di un collo accorciato, la testa grande con orecchie ed occhi ridotti, gli arti brevi, le zampe anteriori ingrandite, con le dita munite di artigli ben sviluppati e i piedi larghi. Alcune forme con stile di vita acquatico hanno la pelliccia densa, la coda e i piedi lunghi, talvolta frangiati oppure parzialmente palmati. Il colore della pelliccia è principalmente uniforme e solo in alcune specie, particolarmente alcuni lemmini, sono presenti delle colorazioni vistose o delle strisce dorsali. La maggior parte va incontro ad una muta stagionale in primavera ed autunno e in alcuni casi quella invernale è completamente bianca. Il terzo dito delle zampe è solitamente il più lungo, il primo è sempre il più corto. Gli artigli hanno aspetto e dimensioni notevolmente vari e possono essere robusti oppure corti ed affilati, sono presenti sempre fino a sei cuscinetti plantari.

## Tassonomia
La sottofamiglia è suddivisa in 9 tribù e 32 generi:

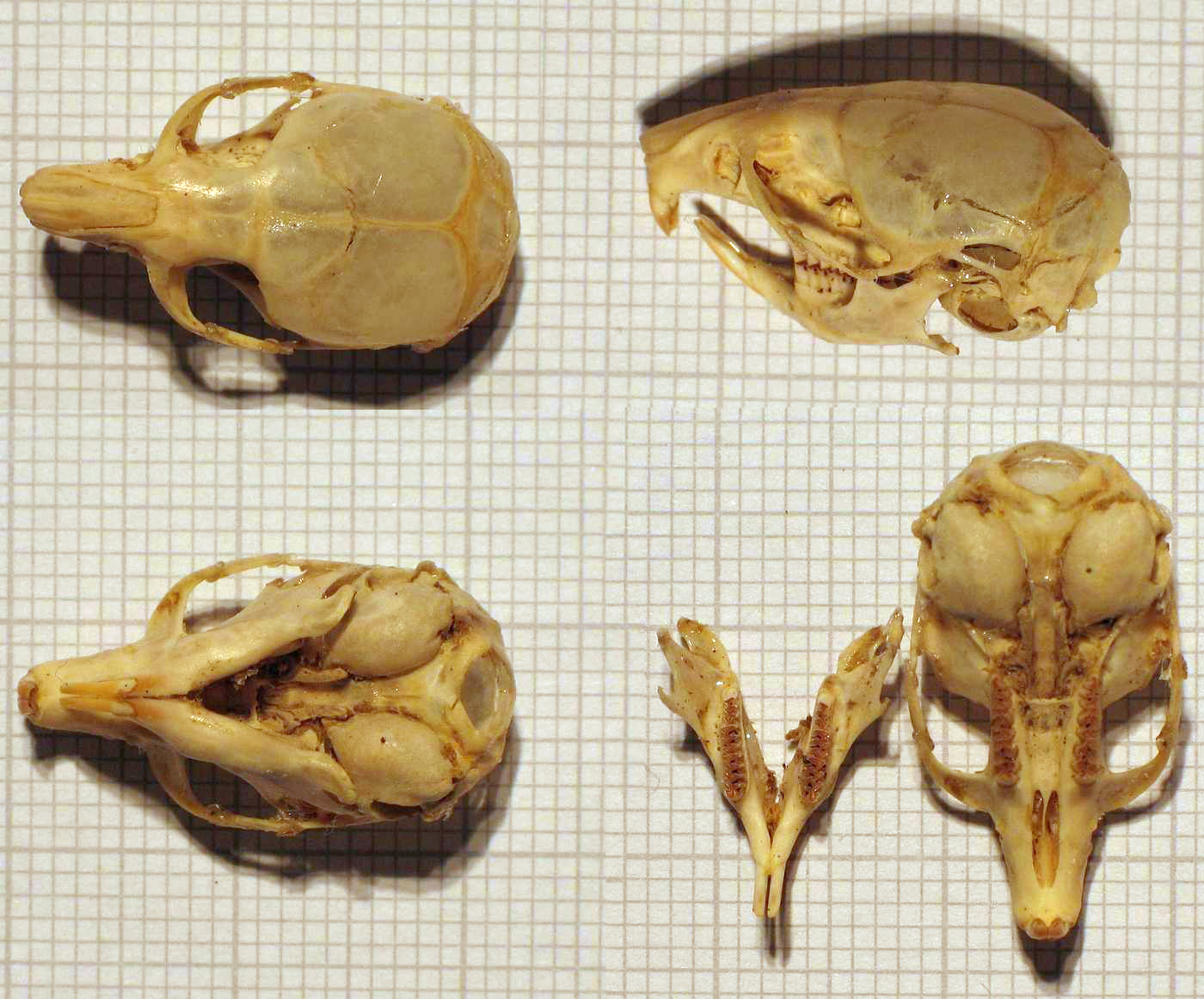
Cranio di un'arvicola delle rive. Da notare l'aspetto caratteristico dei molari degli arvicolini.

- La coda è lunga più o meno quanto i piedi. Lemming.
  - Tribù Dicrostonychini 
    - Genere Dicrostonyx

  - Tribù Lagurini
    - Genere Eolagurus
    - Genere Lagurus

  - Tribù Lemmini
    - Genere Lemmus
    - Genere Myopus
    - Genere Synaptomys
- La coda è molto più lunga dei piedi. Arvicole e topi muschiati.
  - Tribù Arvicolini
    - Genere Alexandromys
    - Genere Arvicola
    - Genere Blanfordimys
    - Genere Chionomys
    - Genere Lasiopodomys
    - Genere Lemmiscus
    - Genere Microtus
    - Genere Neodon
    - Genere Phaiomys
    - Genere Proedromys
    - Genere Stenocranius
    - Genere Volemys

  - Tribù Ellobiusini
    - Genere Bramus
    - Genere Ellobius

  - Tribù Myodini
    - Genere Alticola
    - Genere Caryomys
    - Genere Clethrionomys
    - Genere Craseomys
    - Genere Eothenomys
    - Genere Hyperacrius

  - Tribù Neofibrini
    - Genere Neofiber

  - Tribù Ondatrini 
    - Genere Ondatra

  - Tribù Pliomyini
    - Genere Dinaromys

  - Tribù Prometheomyini 
    - Genere Prometheomys

  - Tribù Phenacomyini
    - Genere Arborimus
    - Genere Phenacomys